# Stabbing the Drama
Stabbing the Drama è il sesto album in studio del gruppo melodic death metal svedese Soilwork, pubblicato nel 2005.

## Tracce
1. Stabbing the Drama – 4:34
2. One With the Flies – 4:00
3. Weapon of Vanity – 4:02
4. The Crestfallen – 3:46
5. Nerve – 3:38
6. Stalemate – 3:28
7. Distance – 4:29
8. Observation Slave – 4:09
9. Fate in Motion – 3:21
10. Blind Eye Halo – 2:24
11. If Possible – 4:50

## Formazione
- Björn "Speed" Strid − voce
- Peter Wichers − chitarre
- Ola Frenning − chitarre
- Ola Flink − basso
- Sven Karlsson − tastiere
- Dirk Verbeuren − batteria